# Sextus Otto Lindberg
Sextus Otto Lindberg  (Estocolmo, 29 de Março de 1835 — Helsínquia, 20 de Fevereiro de 1889) foi um médico e botânico, especialista em briologia. Foi professor de botânica na Universidade de Helsínquia de 1865 até falecer, afirmando-se como um dos maiores especialistas na sistemática dos musgos. Realizou extenso trabalho de campo, deixando um herbário com mais de 45 000 espécimes, hoje incorporado nas colecções de história natural da Universidade de Helsínquia.

## Biografia
Lindberg iniciou os seus estudos Uppsala em 1855. Embora o seu objectivo principal fosse o estudo da Medicina, dedicou-se à botânica, especialmente a colecta e estudo de musgos. Em 1859 obteve o grau de bacharel em Mediciana (candidato a cirurgião) no Instituto Karolinska, em Estocolmo, obtendo a respectiva licenciatura no ano de 1863. Nesse período realizou algumas viagens de estudo para fora da Escandinávia, destinadas a estudos de botânica e recolha de espécimes.
Muitas das suas publicações científicas daquela época foram apresentadas na academia Vetenskapsakademiens "Öfversikt", mas publicou em diversas revistas suecas e estrangeiras (incluindo a segunda parte da 9.ª edição da Flora de Carl Johan Hartman, uma das obras mais representativas de Lindberg).
Em 1864 obteve na Universidade de Uppsala o grau de doutor em Botânica apresentando uma dissertação sobre farmacologia da casca de algumas plantas, intitulada Om de officinela barkarne. No mesmo ano concorreu para um cargo de professor de botânica na Universidade de Helsínquia, apresentando uma tese sobre alguns grupos de briófitos (os Trichostomeae) europeus intitulada Om de europeiska Trichostomeæ.
Foi nomeado professor de Botânica na Universidade de Helsínquia em 1865, passando a dedicar-se quase exclusivamente ao estudo da sistemática dos musgos, área em que foi a mais ilustre autoridade do seu tempo. Como cientista e como presidente da Societas pro Fauna et Flora Fennica (Sociedade para o estudo da Fauna e Flora Finlandesa) deu um grande contributo para o estudo da Botânica na Finlândia e no norte da Escandinávia.
Lindberg os seu estudos sobre a sistemática dos musgos nas teorias morfológicas fundadas em opiniões sobre os sistemas naturais. As suas publicações consistem num grande número de ensaios, dissertações e monografias, a maioria publicada em revistas estrangeiras, e estudos académicos. Entre os seus trabalhos mais representativos estão as obras Musci scandinavici in systemate novo naturali dispositi (1879) e Utkast till en naturlig gruppering af Europas bladmossor med toppsittande frukt (1878), nos quais ensaia o agrupamento dos musgos europeus, e especialmente os escandinavos, de acordo com as suas características morfológicas.
Após uma fase em que se dedicou principalmente ao estudo dos briófitos folhosos, Lindberg passou dedicou-se ao estudo dos musgos menos conspícuos e conhecidos, principalmente as hepáticas, publicando sobre eles a obra Hepaticæ Scandinaviæ exsiccatæ (Exsicatos das hepáticas da Escandinávia), um campo então ainda não estudado.
Em todas as suas obras, o estudo da sinonímia das espécies assume uma importância central. Recebeu um doutoramento honorário pela Universidade de Uppsala em 1877 e foi eleito membro estrangeiro da Academia Real das Ciências da Suécia (1886). O seu excelente herbário foi comprado pela Universidade de Helsínquia.
Em homenagem a Lindberg, a Nordic Bryological Society (NBS) deu o nome de Lindbergia à sua revista científica destinada a publicar investigação original de qualquer campo da briologia. Também o género Lindbergia Bor, 1968 é assim designado em sua homenagem.

## Obras publicadas
Publicou uma extensa obra sobre musgos e hepáticas, entre a qual:
- Lindberg, SO; HW Arnell. 1889. Musci Asiæ Borealis. Beschreibung der von den Schwedischen Expeditionen nach Sibirien in de Jahren 1875 und 1876 gesammelten Mouse
- Lindberg, SO. 1885. Om fruktgömmet hos eCariceaee. Ed. J. Simelii. 6 pp.
- Lindberg, SO. 1884. Sandea et Myriorrhynchus, nova Hepaticarum genera. Ed. Ex officina heredum J. Simelii. 9 pp.
- Lindberg, SO. 1882. Monographia praecursoria Peltolepidis, Sauteriae et Cleveae. Ed. Ex officina heredum J. Simelii. 15 pp.
- Lindberg, SO. 1871 Plantæ nonnullæ Horti Botanici Helsingforsiensis ... Societati exhibitum die 19 Septembris 1870
- Lindberg, SO. 1877 Monographia Metzgeriae. Ed. Ex officina Societatis litterariae fennicae. 48 pp.

## Nota
1. ↑  Om de officinela barkarne, de S. O Lindberg no GoogleBooks.
2. ↑  Om de europeiska Trichostomeæ.
3. ↑  Ver Lindbergia Arquivado em 6 de abril de  2012, no Wayback Machine..